# Thinophilus mexicanus
Thinophilus mexicanus är en tvåvingeart som beskrevs av Van Duzee 1926. Thinophilus mexicanus ingår i släktet Thinophilus och familjen styltflugor. Inga underarter finns listade i Catalogue of Life.